# Tobias Wilhelmi
Johan Tobias Jakob Wilhelmi, född 7 april 1885 i Amsterdam, död 24 oktober 1944, var en nederländsk-svensk konsertmästare och tonsättare. Han var avlägsen släkting till August Wilhelmj.
Wilhelmi studerade i Amsterdam och Köln. Han var konsertmästare i Leipzig, Riga och vid Stockholms Konsertförening samt konsertmästare vid Kungliga Teatern från 1921. Han var ledare för den 1915 grundade Wilhelmitrion, medverkade som solist vid svenska konserter i Berlin och London, vid svenska musikfesten i Kiel 1926, dito i Frankfurt am Main 1927 och vid nordiska musikfesten i Stockholm samma år. 
Wilhelmi komponerade Berceuse för violin och piano (tryckt), två symfonier, violinkonsert (tryckt), ballader för en röst med orkester, stråkkvartett, körverk med orkester, ballad för fyra röster och stråkkvartett, trio för piano, violin och violoncell, sonat för piano och violin, Himlens Blå för manskör och orkester (1927) och liten svit för oboe och piano (1929). Han tilldelades medaljen Litteris et Artibus 1929.